# Supercopa espanyola d'hoquei sobre patins masculina 2008-2009
L'edició 2008-2009 de la Supercopa espanyola d'hoquei patins masculina es disputà el 3 i 24 de febrer de 2009 en partit d'anada i tornada. La copa enfrontà el vencedor de la Lliga espanyola, el FC Barcelona Sorli Discau contra el vencedor de la Copa espanyola, el Noia Freixenet. El partit disputat a Barcelona fou arbitrat per Isaac Sanz i J. Martínez, mentre que la tornada disputada a Sant Sadurní d'Anoia foren J. López i A. Veiga els col·legiats assignats.
El partit d'anada al Palau Blaugrana fou recordat per la mort dies abans de Josep Lorente, l'entrenador de l'equip blaugrana que més títols ha assolit. En homenatge es feu un minut de silenci abans del partit, i l'equip local jugà amb un braçalet negre en rècord a la seva memòria.

## Resultat
| 3 de febrer de 2009 21:00                         |     |                |                                                 |
| FC Barcelona Sorli Discau                         | 5-1 | Noia Freixenet | Palau Blaugrana Àrbitres: I. Sanz i J. Martínez |
| Borregán 7' (p), 36' Ordeig 14' Panadero 32', 44' |     | Cabestany 37'  | Palau Blaugrana Àrbitres: I. Sanz i J. Martínez |

| 25 de febrer de 2009 21:00    |     |                                       |                                                                    |
| Noia Freixenet                | 3-4 | FC Barcelona Sorli Discau             | Pavelló Olímpic de l'Ateneu Agrícola Àrbitres: J. López i A. Veiga |
| Feixas 10', 47' (p) Selva 24' |     | Ordeig 32', 38' Teixidó 35' López 42' | Pavelló Olímpic de l'Ateneu Agrícola Àrbitres: J. López i A. Veiga |

| Campió FC BARCELONA SORLI DISCAU |